# کاترین فئوتیستوا
کاترین الکسینا فئوتیستوا (به روسی: Екатерина Алексеевна Феоктистова) (۱۸ مارس ۱۹۱۵–۵ ژانویه ۱۹۸۷) یک شیمی‌دان، مهندس، فیزیکدان و متخصص مواد منفجره اهل اتحاد جماهیر شوروی بود. او از سال ۱۹۴۷ تا زمان بازنشستگی در پروژه بمب اتمی اتحاد جماهیر شوروی مشغول به کار بود، و از سال ۱۹۵۲ یک آزمایشگاه را هدایت کرد.

## زندگی و شغل
در سن ۱۸ سالگی، او به عنوان شیمی‌دان در خارکیف، اوکراین شروع به کار کرد. وی در سال ۱۹۳۴ در دانشگاه ایالتی خارکف و در سال ۱۹۳۵ در مؤسسه پلی‌تکنیک کی‌یف تحصیل کرد. در سال ۱۹۳۷، وی به بخش ویژه ای در مؤسسه شیمیایی و فناوری لنینگراد منتقل شد. او در مدرسه فارغ‌التحصیل شد اما به عنوان دستیار تحقیق در مؤسسه ماند. در طی این سالها، او با هواپیماها را پرواز کرد و پرش‌های چتر نجات را انجام داد.
هنگامی که آلمان نازی در سال ۱۹۴۱ به اتحاد جماهیر شوروی حمله کرد، کاترین به یکاترینبورگ نقل مکان کرد، جایی که او به عنوان مهندس فرایند در انجمن علمی معدن در رشته‌کوه اورال مشغول به کار شد. در سال ۱۹۴۲ به عنوان مهندس ارشد در کارخانه ۴۶ وزارت اسلحه کار کرد. سال بعد، وی به دفتر طراحی وزارت در کُنتسوو، استان مسکو منتقل شد. وی در سال ۱۹۴۵ به عنوان افسر تحقیقاتی به مؤسسه لنینگراد بازگشت، سپس افسر ارشد تحقیقات شد. بین سالهای ۱۹۴۷–۱۹۴۶او آموزگار آزاد کمیته منطقه فروژنسکیحزب کمونیست بود. وی دکترای خود را در سال ۱۹۴۷ دریافت کرد. در دسامبر همان سال، وی به کار در مرکز تحقیقات مخفی هسته ای مؤسسه تحقیقات علمی روسیه فیزیک تجربی دعوت شد.
در این مؤسسه، او در آزمایشگاه شماره ۲ به سرپرستی محقق برجسته مواد منفجره الکساندر بلایف کار کرد. تحقیقات وی با استفاده ازتری‌نیتروتولوئن / آردی‌ایکس بود که در اولین بمبهای هسته ای اتحاد جماهیر شوروی مورد استفاده قرار گرفت. او برای این کار اولین جوایز ایالتی خود را در سال ۱۹۵۰ دریافت کرد. در سال ۱۹۵۲و ۱۹۵۱، او گروهی را در زمینه آزمایش میدانهای مغناطیسی و جریانهای تولید شده توسط مواد منفجره رهبری کرد، و ایده‌های طراح برجسته بمب هسته ای آندری ساخاروف را دنبال کرد.
کاترین در سال ۱۹۵۲ رئیس آزمایشگاه شد. در ژوئن سال ۱۹۵۵، آزمایشگاه رسماً به یک مرکز تحقیقات و توسعه هسته ای جدید، در اسنژینسک (شهری که اکنون با نام اسنژینسک شناخته می‌شود) منتقل شد. با این حال، تا سال ۱۹۵۸، در مؤسسه باقی ماند. او یکی از آخرین کسانی بود که نقل مکان کرد. در سال ۱۹۶۱و ۱۹۵۹، او به کمیته حزب کمونیست چلیابینسک -۷۰ پیوست و معاون شورای منطقه ای کارگران و بعداً عضو کمیته مرکزی اتحادیه کارگری شد. در اوایل دهه ۱۹۶۰، تحقیقات او صرفاً در مورد مواد منفجره انجام شد.
وی در سال ۱۹۶۹، مطابق سیستم اتحاد جماهیر شوروی، دکترای علوم دکترا گرفت. از سال ۱۹۷۹، گرچه بازنشسته شد، اما به عنوان یک پژوهشگر ارشد فعالیت کرد. او در سال ۱۹۸۳ جایزه دولتی اتحاد شوروی را دریافت کرد. وی در دوران کار خود عضو کمیسیون مواد منفجره ساختمان ماشین آلات متوسط (وزارت امور خارجه برای تولید سلاح‌های هسته ای) و عضو شورای اعطای دکترا با داشتن بسیاری از محققان دانشجویی بود.
وی در سال ۱۹۸۷ در اسنژینسک درگذشت.

## جوایز
- ۱۹۵۰: جایزه شورای وزیران اتحاد جماهیر شوروی.
- ۱۹۵۲: نشان نوار قرمز کار.
- ۱۹۵۶: نشان لنین.
- ۱۹۵۳و ۱۹۵۱: جایزه استالین (درجه ۲ و درجه ۳).
- ۱۹۷۰: جایزه دولتی اتحاد جماهیر شوروی.
- ۱۹۷۵: فریمن سنژینسک.[۱۰][۱۱]